# Vrtovi Šalimar (Lahore)
Vrtovi Šalimar ((zahodno)pandžabsko شالمار باغ‎, latinizirano: Śālamār Bāġ) ali vrtovi Šalimar (urdujsko شالیمار باغات‎, latinizirano: Śālīmār Bāġāt) so mogulski vrtni kompleks v Lahoreju v Pandžabu v Pakistanu. Vrtovi izvirajo iz obdobja, ko je bilo Mogulsko cesarstvo na svojem umetniškem in estetskem vrhuncu in so zdaj ena najbolj priljubljenih turističnih destinacij v Pakistanu.
Vrtovi Šalimar so bili postavljeni kot perzijski rajski vrt, katerega namen je bil ustvariti predstavitev zemeljske utopije, v kateri ljudje sobivajo v popolni harmoniji z vsemi elementi narave. Gradnja vrtov se je začela leta 1641 v času vladavine cesarja Šah Džahana in je bila dokončana leta 1642. Leta 1981 so bili vrtovi Šalimar vpisani na Unescov seznam svetovne dediščine, saj utelešajo mogulsko vrtno zasnovo na vrhuncu razvoja.

## Ime
Dvorjani so povedali maharadži Randžitu Singhu, »da je šala turška beseda, ki pomeni užitek, mar pa pomeni kraj za življenje«. »Argumenti dvorjanov v prid turškemu pomenu besede niso naredili nobenega vtisa na Randžita Singha, zato je dal svoje ime vrtu in ga poimenoval Šahla Bagh شهلا باغ, Šahla pomeni v perzijščini 'ljubica' s temno sivimi očmi in odtenkom rdeče ter Bagh, kar pomeni 'vrt'.
Prisotni dvorjani so visoko pohvalili maharádževo iznajdljivost pri izbiri tako očarljivega imena za slavne vrtove Láhore, zato je bilo ukazano, da se odslej vrtovi imenujejo s tem imenom in da se tako piše v vsej javni korespondenci.
Vrtovi pa so še danes znani kot vrtovi Šalimar. Po mnenju Mohameda Ištiaka Kana,
Najbolj verjetna razlaga pa se zdi, da je beseda Šalamar popačena izvirna beseda Šalimar [...].

## Lokacija
Vrtovi Šalimar so ob cesti Grand Trunk Road, približno 5 kilometrov vzhodno od Delhijskih vrat obzidanega mesta Lahore. V bližini Bhaghbanpura Lahore.

## Ozadje
Vrtove Šalimar v Lahoreju je zgradila kraljeva družina Mogulov predvsem kot kraj za zabavo gostov, čeprav je bil velik del odprt za širšo javnost. Na zasnovo vrtov so vplivali starejši vrtovi Šalimar v Kašmirju, ki jih je zgradil oče Šaha Džahana, cesar Džahangir. Za razliko od vrtov v Kašmirju, ki so se zanašali na naravno nagnjeno pokrajino, je vodovod v Lahoreju zahteval obsežen inženiring za ustvarjanje umetnih kaskad in teras.
Vrtovi Šalimar so bili zasnovani kot 'rajski vrt' Čarbagh v perzijskem slogu - mikrokozmos zemeljske utopije. Čeprav je beseda Bagh prevedena preprosto kot 'vrt', Bagh predstavlja harmoničen obstoj med ljudmi in naravo ter predstavlja poetično povezavo med nebom in zemljo. Vsi naravni elementi bagha so cenjeni – vključno s soncem, luno in zrakom. Mohamed Saleh Kamboh, zgodovinar Šaha Džahana, je poročal, da so vrtovi Kašmirja navdihnili zasnovo vrta Šalimar v Lahoreju in da je na vrtu skupaj raslo veliko različnih dreves in rož.
Lokacija je bila izbrana zaradi stabilne oskrbe z vodo. Projekt je vodil Khalilullah Kan, plemič z dvora Šah Džahana, v sodelovanju z Mula Alaulom Maulkom Tunijem. Ali Mardan Kan je bil odgovoren za večino gradnje in je dal zgraditi 160 km dolg kanal, da bi pripeljal vodo iz vznožja Kašmirja na lokacijo.
Območje vrtov Šalimar je prvotno pripadalo družini Arain Mian Baghbanpura. Mian Mohamed Jusuf, takratni vodja družine Arain Mian, je odstopil mesto Išak Pura cesarju Šah Džahanu, da bi zgradil vrtove. V zameno je Šah Džahan družini Arain Mian podelil upravljanje vrtov Šalimar in vrtovi so ostali pod njihovim skrbništvom več kot 350 let.

## Zgodovina
Gradnja vrtov se je začela 12. junija 1641 in je trajala 18 mesecev. V obdobju Sikhov je bil velik del marmorja v vrtu izropan in uporabljen za okrasitev zlatega templja in palače Ram Bagh v bližnjem Amritsarju, medtem ko je draga vrata iz vrta iz ahata odstranila in prodala Lehna Singh Madžithia.
Leta 1806 je maharadža Randžit Singh ukazal popravilo vrtov Šalimar.
Vrtove je leta 1962 nacionaliziral general Ajub Kan, ker so vodilni člani družine Arain Mian nasprotovali njegovi uvedbi vojnega stanja v Pakistanu.
Letni festival Mela Čiraghan je potekal v vrtovih, dokler ga leta 1958 general Ajub Khan ni prepovedal.

## Oblikovanje in postavitev
Mogulski vrtovi so temeljili na timuridskih vrtovih, zgrajenih v srednji Aziji in Iranu med 14. in 16. stoletjem. Visoka opečna stena, bogato okrašena z zapletenimi rezbarijami, obdaja mesto, da bi omogočila ustvarjanje rajskega vrta Čarbagh - mikrokozmosa zemeljske utopije.
Vrtovi Šalimar so postavljeni v obliki pravokotnika, poravnanega vzdolž osi sever–jug, merijo 658 krat 258 metrov in pokrivajo površino 16 hektarjev. Vsak nivo terase je 4–5 metrov višji od prejšnjega nivoja.
Najvišja terasa vrtov se imenuje Bagh-e-Farah Bakš, kar dobesedno pomeni 'dajalec užitka'. Druga in tretja terasa sta skupaj znani kot Bagh-e-Faiz Bakš, kar pomeni 'podeljevalec dobrot'. Prva in tretja terasa sta oblikovani kot kvadrat, druga terasa pa je ozek pravokotnik.
Glavni vhod v Šalimar je bil na najnižjo teraso, ki je bila odprta za plemiče in občasno za javnost. Srednja terasa je bila Cesarjev vrt in je vsebovala najbolj dovršen vodni sistem od vseh mogulskih vrtov. Najvišja terasa je bila rezervirana za cesarjev harem.
Terase kvadratne oblike so bile razdeljene na štiri enakovredne manjše kvadrate z dolgimi fontanami, ki so jih obdajale opečne steze khayaban, ki so bile zasnovane tako, da so bile dvignjene, da bi zagotovili boljši pogled na vrt. Kaskade so bile narejene tako, da tečejo čez marmornate poti v tako imenovanih čadorjih ali 'zavesah' v srednjo teraso. Voda se je zbirala v velik bazen, znan kot haūz, nad katerim je bil narejen paviljon za sedenje.

### Vodne značilnosti
Vrtovi Šalimar vsebujejo največ vodnih naprav od vseh mogulskih vrtov. Vsebuje 410 fontan, ki se izlivajo v široke marmornate bazene, od katerih je vsak znan kot haūz. Zaprti vrt je hladnejši od okoliških območij zaradi gostega listja vrta in vodnih elementov – olajšanje med burnimi poletji Lahoreja, kjer temperatura včasih preseže 49 °C. Porazdelitev fontan je naslednja:
- Na zgornji terasi je 105 fontan
- Srednja terasa ima 152 fontan
- Nižja terasa ima 153 fontan
- Vrtovi skupaj imajo 410 fontan

Vrtovi imajo 5 vodnih kaskad, vključno z veliko marmorno kaskado in Savan Bhadoon.

## Vrtni paviljoni
Stavbe vrtov vključujejo:
| - Paviljoni Savan Bhadun - Nakar Kana in njene stavbe - Khvabgah ali spalne komore - Hamam ali kraljeva kopel - Aivan ali velika dvorana | - Aramgah ali počivališče - Khavabgah Beguma Sahiba ali Sanjsko mesto cesarjeve žene - Baradarije ali poletni paviljoni za uživanje v hladu, ki ga ustvarjajo vodnjaki - Divan-e-Khas-o-Aam ali dvorana za posebno in običajno avdienco pri cesarju - Dva prehoda in minareti v vogalih vrtov |

## Ohranjanje
Leta 1981 so bili vrtovi Šalimar vključeni na Unescov seznam svetovne dediščine skupaj z trdnjavo Lahore v skladu z Unescovo konvencijo o zaščiti svetovne kulturne in naravne dediščine leta 1972.

## Galerija
- Nigar Khana
- Vzhodni stenski kot terase drugega nivoja
- Minaret na vogalu zahodne stene terase drugega nivoja
- Stavba v mogulskem slogu znotraj vrtov